# كرايغ ميلر (لاعب هوكي الجليد)
كرايغ ميلر (بالإنجليزية: Craig Millar)‏ هو لاعب هوكي الجليد أمريكي، ولد في 12 يوليو 1976 في وينيبيغ في كندا.

## وصلات خارجية
- كرايغ ميلر على موقع دوري الهوكي الوطني (الإنجليزية)
- كرايغ ميلر على موقع قاعة مشاهير الهوكي (لاعب أن.إتش.أل) (الإنجليزية)
- كرايغ ميلر على موقع EliteProspects.com (الإنجليزية)
- كرايغ ميلر على موقع HockeyDB.com (الإنجليزية)
- كرايغ ميلر على موقع Hockey-Reference.com (الإنجليزية)